# VF Group-Bardiani CSF-Faizanè/2024
Deze pagina geeft een overzicht van de VF Group-Bardiani CSF-Faizanè-wielerploeg in 2024.

## Algemene gegevens
Sponsors:
Algemeen manager: Roberto Reverberi
Ploegleiders: Luca Amoriello, Alessandro Donati, Mirko Rossato
Fietsmerk: De Rosa
Kleding:

## Renners
| Naam                 | Geboortedatum | Nationaliteit | Ploeg 2023          |
| -------------------- | ------------- | ------------- | ------------------- |
| Federico Biagini     | 20-06-2003    | Italië        | Zalf Euromobil Fior |
| Luca Colnaghi        | 14-01-1999    | Italië        |                     |
| Lorenzo Conforti     | 22-05-2004    | Italië        |                     |
| Luca Covili          | 10-02-1997    | Italië        |                     |
| Filippo Fiorelli     | 19-11-1994    | Italië        |                     |
| Davide Gabburo       | 01-04-1993    | Italië        |                     |
| Riccardo Lucca       | 24-02-1997    | Italië        |                     |
| Filippo Magli        | 29-04-1999    | Italië        |                     |
| Martin Marcellusi    | 05-04-2000    | Italië        |                     |
| Alessio Martinelli   | 26-04-2001    | Italië        |                     |
| Luca Paletti         | 05-06-2004    | Italië        |                     |
| Giulio Pellizzari    | 21-11-2003    | Italië        |                     |
| Alessandro Pinarello | 12-07-2003    | Italië        |                     |
| Mattia Pinazzi       | 04-04-2001    | Italië        | Arvedi Cycling      |
| Domenico Pozzovivo*  | 30-11-1982    | Italië        | Israel-Premier Tech |
| Vicente Rojas        | 30-04-2002    | Chili         | Supermercados Froiz |
| Matteo Scalco        | 25-06-2004    | Italië        |                     |
| Manuele Tarozzi      | 20-06-1998    | Italië        |                     |
| Alex Tolio           | 30-03-2000    | Italië        |                     |
| Alessandro Tonelli   | 29-05-1992    | Italië        |                     |
| Filippo Turconi      | 20-10-2005    | Italië        | Bustese Olonia ASD  |
| Enrico Zanoncello    | 02-08-1997    | Italië        |                     |
| Samuele Zoccarato    | 09-01-1998    | Italië        |                     |

* vanaf 25/2

### Vertrokken
| Naam                   | Geboortedatum | Nationaliteit    | Ploeg 2024                     |
| ---------------------- | ------------- | ---------------- | ------------------------------ |
| Iker Bonillo           | 09-06-2003    | Spanje           | Euskaltel-Euskadi              |
| Omar El Gouzi          | 16-08-1999    | Italië           | Albiono Pro Cycling            |
| Henok Mulubrhan        | 11-11-1999    | Eritrea          | Astana Qazaqstan Team          |
| Alessio Nieri          | 13-04-2001    | Italië           | Work Service-Vitalcare-Dynatek |
| Mattia Petrucci        | 14-04-2000    | Italië           | Gestopt                        |
| Luca Rastelli          | 29-12-1999    | Italië           | Work Service-Vitalcare-Dynatek |
| Alessandro Santaromita | 11-12-1999    | Italië           | ?                              |
| Jared Scott            | 24-06-2002    | Verenigde Staten | Gestopt                        |

## Overwinningen
| Ronde van Valencia 1e etappe: Alessandro Tonelli Istrian Spring Trophy 1e etappe: Mattia Pinazzi Gran Premio Palio del Recioto Alessandro Pinarello Ronde van de Abruzzen 1e etappe: Enrico Zanoncello Alpes Isère Tour Ploegenklassement: *1) | Ronde van Slovenië Jongerenklassement: Giulio Pellizzari Ploegenklassement: *2) Giro d'Italia Next Gen Ploegenklassement: *3) Ronde van Oostenrijk Bergklassement: Samuele Zoccarato Ronde van het Qinghaimeer 3e etappe: Manuele Tarozzi | Ronde van de Aostavallei 2e etappe: Federico Biagini Ronde van Istanbul 4e etappe: Davide Gabburo Ronde van Langkawi 6e etappe: Manuele Tarozzi |

*1) Ploeg Alpes Isère Tour: Biagini, Conforti, Magli, Gabburo, Paletti, Rojas
*2) Ploeg Ronde van Slovenië: Covili, Fiorelli, Marcellusi, Pellizzari, Pozzovivo, Tolio, Tonelli
*3) Ploeg Giro d'Italia Next Gen: Conforti, Paletti, Pinarello, Rojas, Scalco, Turconi
Bingoal WB · Burgos-BH · Caja Rural-Seguros RGA · Equipo Kern Pharma · Euskaltel-Euskadi · Israel-Premier Tech · Lotto Dstny · Polti Kometa · Q36.5 Pro Cycling Team · TDT-Unibet Cycling Team · Team Corratec-Vini Fantini · Team Flanders-Baloise · Team Novo Nordisk · TotalEnergies · Tudor Pro Cycling Team · Uno-X Mobility · VF Group-Bardiani CSF-Faizanè
2000 · 2001 · 2002 · 2003 · 2004 · 2005 · 2006 · 2007 · 2008 · 2009 · 2010 · 2011 · 2012 · 2013 · 2014 · 2015 · 2016 · 2017 · 2018 · 2019 · 2020 · 2021 · 2022 · 2023 · 2024 · 2025